# Patrik Karlsson Lagemyr
Patrik Karlsson Lagemyr (sinh ngày 18 tháng 12 năm 1996) là một cầu thủ bóng đá người Thụy Điển thi đấu cho IFK Göteborg ở vị trí tiền đạo.